# شركة كيماديا
شركة كيماديا واسمها رسميًا الشركة العامة لاستيراد وتسويق الادوية والمستلزمات الطبية واختصارًا: كيماديا (بالإنجليزية: kimadia)‏ هي شركة عامة عراقية تأسست سنة 1964 ومملوكة لوزارة الصحة. يقع مقرها الرئيسي في بغداد. الشركة تدار من قبل مجلس الادارة الذي يتكون من المدير العام رئيس مجلس الادارة وثمانية اعضاء وتتضمن 19 قسم و4 شعب و5 مخازن في المحافظات، ومملوكة بالكامل للدولة وتتمتع بالشخصية المعنوية والاستقلال المالي والإداري.

## اهداف الشركة
ابرز اهدافها هو توفير الأدوية والمستحضرات الطبية والمستلزمات والتجهيزات الطبية والمواد المختبرية والأدوات الاحتياطية للأجهزة الطبية والخدمية والمواد الكيمياوية التي تدخل في عملية صناعة وتحضير المصول واللقاحات سواء استعملت لأغراض طبية أو لأغراض أخرى عن طريق استيراد هذه المواد من الخارج أو تحضيرها وتصنيعها في العراق وتوزيعها على المؤسسات الصحية الحكومية وغير الحكومية.

## الهيكل الاداري
يدير الشركة المدير العام وهو رئيس مجلس الادارة، ولديه ثلاثة معاونين هم: معاون المدير العام لشؤون الاستيراد، ومعاون المدير العام لشؤون الخزن، والتوزيع ومعاون المدير العام للشؤون الادارية والمالية والقانونية.
وتتضمن الشركة تسعة عشر قسماً:
- قسم التخطيط والمتابعة
- القسم القانوني
- قسم الشؤون الادارية
- القسم المالي
- قسم الرقابة الداخلية
- قسم الحسابات المخزنية والتكاليف
- قسم الاخراج الكمركي
- قسم الاعلام الدوائي العلاقات العامة
- قسم استيراد الأدوية
- قسم استيراد المستلزمات الطبية
- قسم استيراد الاجهزة الطبية والخدمية
- قسم خزن وتوزيع الأدوية
- قسم توزيع المستلزمات الطبية
- قسم هندسة وصيانة الاجهزة الطبية والخدمية
- قسم تكنولوجيا المعلومات
- قسم الاعتمادات
- قسم التفتيش
- معهد المصول واللقاح
- قسم التجهيزات المختبرية

## روابط خارجية
- الموقع الرسمي